# Liste der Monuments historiques in Aujeurres
Die Liste der Monuments historiques in Aujeurres führt die Monuments historiques in der französischen Gemeinde Aujeurres auf.

## Liste der Immobilien
| Bezeichnung               | Beschreibung             | Standort                      | Kennzeichnung | Schutzstatus | Datum | Bild |
| ------------------------- | ------------------------ | ----------------------------- | ------------- | ------------ | ----- | ---- |
| Fontaine de la Peûte Bête | Brunnen, 18. Jahrhundert | Place de la Peûte Bête (Lage) | PA00078944    | Inscrit      | 1929  |      |

## Liste der Objekte
| Bezeichnung                        | Beschreibung                                                    | Standort                       | Kennzeichnung | Schutzstatus | Datum | Bild |
| ---------------------------------- | --------------------------------------------------------------- | ------------------------------ | ------------- | ------------ | ----- | ---- |
| Gemälde Heiliger Nikolaus          | Ölfarbe auf Leinwand, bezeichnet 1694                           | in der Kirche St-Didier (Lage) | PM52000050    | Classé       | 1965  |      |
| Gemälde Anbetung der Hirten        | Ölfarbe auf Leinwand, 18. Jahrhundert; nach Adam Elsheimer      | in der Kirche St-Didier (Lage) | PM52000051    | Classé       | 1965  |      |
| Reliquienbüste Heiliger Georg      | Holz, farbig gefasst, versilbert und vergoldet, 18. Jahrhundert | in der Kirche St-Didier (Lage) | PM52000052    | Classé       | 1967  |      |
| Reliquienbüste Heiliger Desiderius | Holz, farbig gefasst, versilbert und vergoldet, 18. Jahrhundert | in der Kirche St-Didier (Lage) | PM52000053    | Classé       | 1967  |      |
| Taufbecken                         | Stein, 14. Jahrhundert                                          | in der Kirche St-Didier (Lage) | PM52000054    | Classé       | 1967  |      |